# Marek Szabó
Marek Szabó (* 14. února 1989 v Bratislavě) je slovenský fotbalový obránce či záložník od roku 2012 působící v FK Chotín.

## Klubová kariéra
Svoji fotbalovou kariéru začal v: FK Inter Bratislava. Mezi jeho další angažmá patří: FK Senica, FKM Nové Zámky, FC ŠTK 1914 Šamorín, FK LAFC Lučenec, FK Chotín a FC Nitra.